# Стара Пазова
Стара Пазова (на словашки: Stará Pazova; на немски: Alt-Pasua; на унгарски: Ópázova) е град в Сремски окръг и административен център на община Стара Пазова. Според преброяването на населението през 2002 година Стара Пазова има 18 645 жители.

## Побратимени градове
- Сребреница